# 拉蒂斯采尔
拉蒂斯采尔是德国巴伐利亚州的一个市镇。总面积22.19平方公里，总人口1442人，其中男性763人，女性679人（2011年12月31日），人口密度65人/平方公里。